# Megachile oculiformis
Megachile oculiformis là một loài Hymenoptera trong họ Megachilidae. Loài này được Rayment mô tả khoa học năm 1956.